# Slatinice
Slatinice är en ort i Tjeckien.   Den ligger i distriktet Okres Olomouc och regionen Olomouc, i den östra delen av landet, 200 km öster om huvudstaden Prag. Slatinice ligger 233 meter över havet och antalet invånare är 1 457.
Terrängen runt Slatinice är lite kuperad. Runt Slatinice är det ganska tätbefolkat, med 207 invånare per kvadratkilometer. Närmaste större samhälle är Prostějov, 10,0 km söder om Slatinice. Trakten runt Slatinice består till största delen av jordbruksmark.